# 中村章子
中村 章子（なかむら しょうこ）は日本のアニメーション監督、アニメーション演出家。

## 来歴
大阪デザイナー専門学校卒業後、Production I.G、ガイナックスを経てフリーランス。
2011年『輪るピングドラム』ではチーフディレクターやコンセプトデザインを手がけた。2016年公開『同級生』にて映画初監督を務める。

## 参加作品

### テレビアニメ
- クレヨンしんちゃん （2001年） - 動画・原画（417話A、421話B、424話B、428話A、432話A、435話、439話C、443話C、447話B、451話C、455話A、special34B・C、462話A・B、464話A・C）
- ゾイド新世紀スラッシュゼロ （2001年） - 原画（17話）
- チャンス〜トライアングルセッション〜 （2001年） - 原画（11話）
- まほろまてぃっく 〜もっと美しいもの〜 （2002年） - 原画（1話、10話）
- 明日のナージャ （2003年） - 原画（26話）
- この醜くも美しい世界 （2004年） - 作画監督（OP、1話）・原画（OP、1話、9話、12話）
- IGPX （2005年） - 原画（1話）
- 蟲師 （2005年 - 2006年） - 作画監督（12話、16話、20話、23話）・作画監督補佐（8話、18話、24話）・原画（6話、7話、16話、20話、21話、23話、26話）
- 家庭教師ヒットマンREBORN! （2006年） - 原画（1話）
- 天元突破グレンラガン （2007年） - 作画監督（17話）・キャラ作画監督（10話）・アイキャッチ（10話）・原画（OP1、OP2、ED2、5話、8話、10話、17話、27話）
- DEATH NOTE （2007年） - 原画（25話、31話）
- ゆめだまや奇談 （2007年） - キャラクターデザイン・プロップデザイン・作画監督
- Yes!プリキュア5GoGo! （2008年） - 原画（ED）
- 【俗・】さよなら絶望先生 （2008年） - 原画（7話B）
- キャシャーン Sins （2008年） - 作画監督補佐（12話）・レイアウト作画監督補佐（7話、9話）・原画（2話、3話、4話、12話）
- とらドラ! （2008年） - 原画（OP2）
- 君に届け （2009年 - 2010年） - キャラクター設定協力・絵コンテ/演出/原画（OP、5話、15話）・絵コンテ（24話）
- ハートキャッチプリキュア! （2010年） - 原画（1話）
- こばと。 （2010年） - 原画（22話、24話）
- パンティ&ストッキングwithガーターベルト （2010年） - コンテ/演出/作画監督/原画（2話B）・原画（10話E）
- 輪るピングドラム （2011年） - チーフディレクター・コンセプトデザイン・エンディングアニメーション（ED1、ED2）・絵コンテ（OP2、8話、17話、22話、23話、24話）・演出（OP2、1話、17話、23話、24話）・演出補佐（12話）・作画監督（12話、17話、22話、24話）・原画（OP1、1話、8話、22話）
- 戦国コレクション （2012年） - 原画（OP）
- LUPIN the Third -峰不二子という女- （2012年） - 絵コンテ/演出/作画監督/原画（6話）・原画（OP）
- 坂道のアポロン （2012年） - 原画（ED）
- マギ The labyrinth of magic （2012年） - 原画（OP）
- 新世界より （2012年） - 原画（10話）
- キルラキル （2013年） - 絵コンテ/演出/原画（2話）・絵コンテ（19話、22話）・演出補佐（12話）
- マギ the Kingdom of magic （2014年） - 第二原画（25話）
- 四月は君の嘘 （2014年） - 絵コンテ（OP2、10話）
- ダーリン・イン・ザ・フランキス （2018年） - ミストルティンデザイン・絵コンテ/演出（2話・ED3）
- 約束のネバーランド （2019年） - 絵コンテ/演出/作画(ED)
- 明日ちゃんのセーラー服 （2022年） - 絵コンテ（3話、ED）演出/作画（ED）原画（OP）
- ホリミヤ -piece- （2023年） - 絵コンテ（3話）

### OVA
- フリクリ （2000年） - 動画
- .hack//Liminality （2002年） - 原画（1話、3話）
- まかせてイルか! （2004年） - 原画
- トップをねらえ2! （2004年） - 原画（1話、2話、3話、4話、5話）
- 絶対可憐チルドレン 〜愛多憎生! 奪われた未来?〜 （2010年） - 原画
- 今日、恋をはじめます （2010年） - 原画

### ゲーム
- サーヴィランス 監視者 （2002年） - 原画
- テイルズ オブ デスティニー2 （2002年） - 原画（OP）
- テイルズ オブ シンフォニア （2003年） - 原画（OP）
- OVER THE MONOCHROME RAINBOW featuring SHOGO HAMADA （2003年） - 原画
- テイルズ オブ リバース（2004年） - 原画（OP）
- アイドルマスター　シャイニーフェスタ （2012年） - 作画監督/原画（PV）

### 映画
- ああっ女神さまっ （2000年） - 動画
- ミニパト （2002年） - インサートアニメーション作画
- DEAD LEAVES （2004年） - 原画
- イノセンス （2004年） - 原画
- ONE PIECE THE MOVIE オマツリ男爵と秘密の島 （2005年） - 原画
- 劇場版 天元突破グレンラガン 紅蓮編 （2008年） - 原画
- 映画 Yes!プリキュア5GoGo! お菓子の国のハッピーバースディ♪ （2008年） - 原画
- 劇場版 天元突破グレンラガン 螺巌編 （2009年） - 原画
- ヱヴァンゲリヲン新劇場版:Q （2012年） - 原画
- THE IDOLM@STER MOVIE 輝きの向こう側へ! （2014年） - 原画
- 同級生 （2016年） - 監督・絵コンテ・演出・原画
- 魔女見習いをさがして（2020年） - 作画監督・衣装デザイン協力
- ジョゼと虎と魚たち（2020年） - プロダクションデザイン

### ミュージック・ビデオ
- YOASOBI 「三原色」（2021年）- キャラクターデザイン・作画監督

### その他
- スライム冒険記 ～海だ、イエー～（1999年） - 動画